# Shayne Culpepper
Shayne Culpepper (Estados Unidos, 3 de diciembre de 1973) es una atleta estadounidense especializada en la prueba de 3000 m, en la que consiguió ser medallista de bronce mundial en pista cubierta en 2004.

## Carrera deportiva
En el Campeonato Mundial de Atletismo en Pista Cubierta de 2004 ganó la medalla de bronce en los 3000 metros, llegando a meta en un tiempo de 9:12.15 segundos, tras las atletas etíopes Meseret Defar y Berhane Adere.